# Josia subcuneifera
Josia subcuneifera is een vlinder uit de familie van de tandvlinders (Notodontidae). De wetenschappelijke naam van de soort is voor het eerst geldig gepubliceerd in 1902 door Paul Dognin.
Deze vlinder werd aangetroffen nabij Loja (Ecuador). De vlinder heeft zwarte vleugels met oranjegele banden, zoals bij Josia ligula maar die van J. subcuneifera zijn breder.